# ارای شامدان
آرای شامدان (ترکی استانبولی: Eray Şamdan؛ زادهٔ ۲۵ ژوئیهٔ ۱۹۹۷) کاراته‌کا اهل ترکیه است.